# Indochine (filme)
Indochine é um filme francês de 1992, um drama dirigido por Régis Wargnier.

## Sinopse
Indochina, anos 30. Uma das maiores plantações de seringueiras da Colônia Francesa é de propriedade de uma rica senhora, Eliane Devries. Ela cuida de seus rentáveis negócios com a ajuda de seu pai viúvo. Quando uma jovem princesa perde seus pais num acidente de avião, Eliane a adota como filha.
Tal adoção permite a ela ampliar suas terras e plantações, graças aos recursos oriundos da herança recebida pela jovem órfã, agora conhecida como Camille. Eliane coloca Camille numa instituição católica, a fim de introduzi-la em sua religião e na cultura francesa.
Na Indochina, começam a surgir as primeiras manifestações de independência contra o domínio francês. Para Eliane, é também o momento em que sua filha começa a conquistar sua própria liberdade.
A chegada de Jean-Baptiste, um oficial da Marinha, acelera as transformações entre mãe e filha. Ele e Eliane apaixonam-se e vivem um curto 'affair' amoroso.
Quando Jean-Baptiste salva a vida de Camille, durante um movimento nas ruas de Saigon, sem saber que ela é a filha adotiva de Eliane, a jovem se apaixona perdidamente por ele. Pensando ser o melhor para sua filha, Eliane, ao saber do ocorrido, procura Guy, um membro do governo, e consegue que Jean-Baptiste seja transferido para as remotas ilhas de Tonkin, uma verdadeira terra-de-ninguém.
Ao tomar essas medidas, Eliane subestima o amor de Camille pelo oficial da Marinha. A jovem larga o conforto e os privilégios de Saigon, e parte à procura do homem que ama. Durante sua perigosa jornada, descobre uma nova paixão por seu povo e seu passado. Quando, finalmente, reencontra Jean-Baptiste, ela está a um passo de se tornar uma revolucionária.

## Elenco

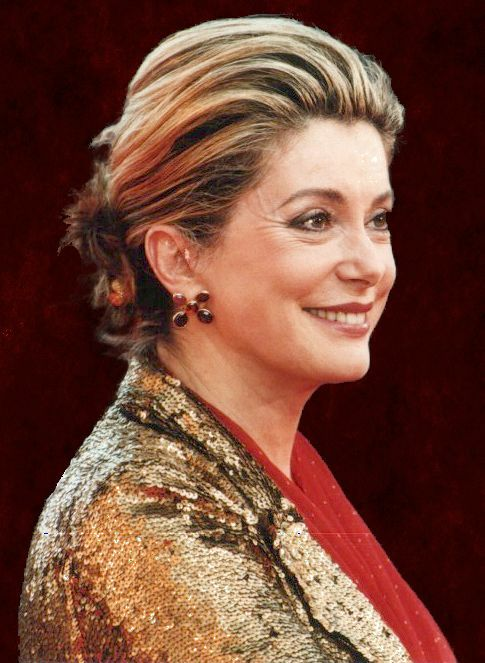
Catherine Deneuve.

- Catherine Deneuve .... Eliane
- Vincent Perez .... Jean-Baptiste
- Linh Dan Pham .... Camille
- Jean Yanne .... Guy
- Dominique Blanc .... Yvette
- Henri Marteau .... Emile
- Carlo Brandt .... Castellani
- Gérard Lartigau .... L'Admiral
- Hubert Saint-Macary .... Raymond
- Andrzej Seweryn .... Hebrard
- Mai Chau .... Shen
- Alain Fromager .... Dominique
- Chu Hung .... Mari de Sao

## Produção
As filmagens ocorreram em mais de 90 cenários e locações na Malásia, na França e no próprio Vietnã. Foram empregados inúmeros profissionais vietnamitas em toda a ficha técnica do filme, inclusive em cargos importantes, como a co-produção e a assistência de direção.

## Principais prêmios e indicações
Oscar 1993 (EUA)
- Venceu na categoria de Melhor Filme estrangeiro.
- Indicado na categoria de Melhor Atriz (Catherine Deneuve).

BAFTA 1994 (Reino Unido)
- Indicado na categoria de Melhor Filme em Língua Não Inglesa.

Prêmio César 1993 (França)
- Venceu nas categorias de Melhor Atriz (Catherine Deneuve), melhor Fotografia, Melhor Cenografia, Melhor Som e Melhor Atriz Coadjuvante (Dominique Blanc).
- Indicado nas categorias de Melhor Figurino, Melhor Diretor, Melhor Montagem, Melhor Filme, Melhor Canção Escrita para Cinema, Melhor Ator Coadjuvante (Jean Yanne) e Atriz Promissora (Linh Dan Pham).

Globo de Ouro 1993 (EUA)
- Venceu na categoria de Melhor Filme Estrangeiro.

Prêmio Goya 1993 (Espanha)
- Venceu na categoria de Melhor Filme Europeu.